# Pédalier (mécanique)
Pour les articles homonymes, voir Pédale.
Le pédalier est le composant qui convertit le mouvement alternatif des jambes en un mouvement de rotation qui est transformé en mouvement linéaire transmis à la chaine qui à son tour fait tourner la roue arrière. Il est présent notamment sur les bicyclettes, ce qui en fait un dispositif mécanique répandu et populaire.
Deux pédales sont fixées chacune à une manivelle, calées à l'opposé l'une de l'autre ; la rotation de l'axe du pédalier entraîne directement la roue motrice ou indirectement un système de transmission : un à trois plateaux, qui entrainent une chaîne (ou plus rarement un autre système de transmission, un cardan par exemple) qui elle-même entraine le pignon arrière (ou la roue libre ou la cassette) fixé à la roue motrice (ou parfois une hélice). Des dérailleurs assurent les changements de « vitesses » (en fait les rapports de démultiplication) en plaçant la chaîne sur le plateau et le pignon choisis (pour les systèmes avec dérailleur externe, mais il existe aussi le système de moyeu à vitesses intégrées).

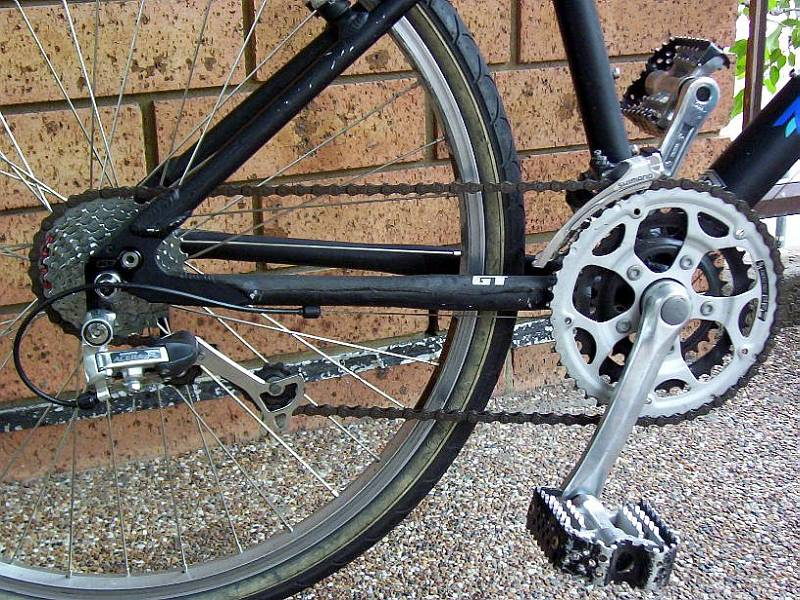
La transmission du vélo : à droite le pédalier.
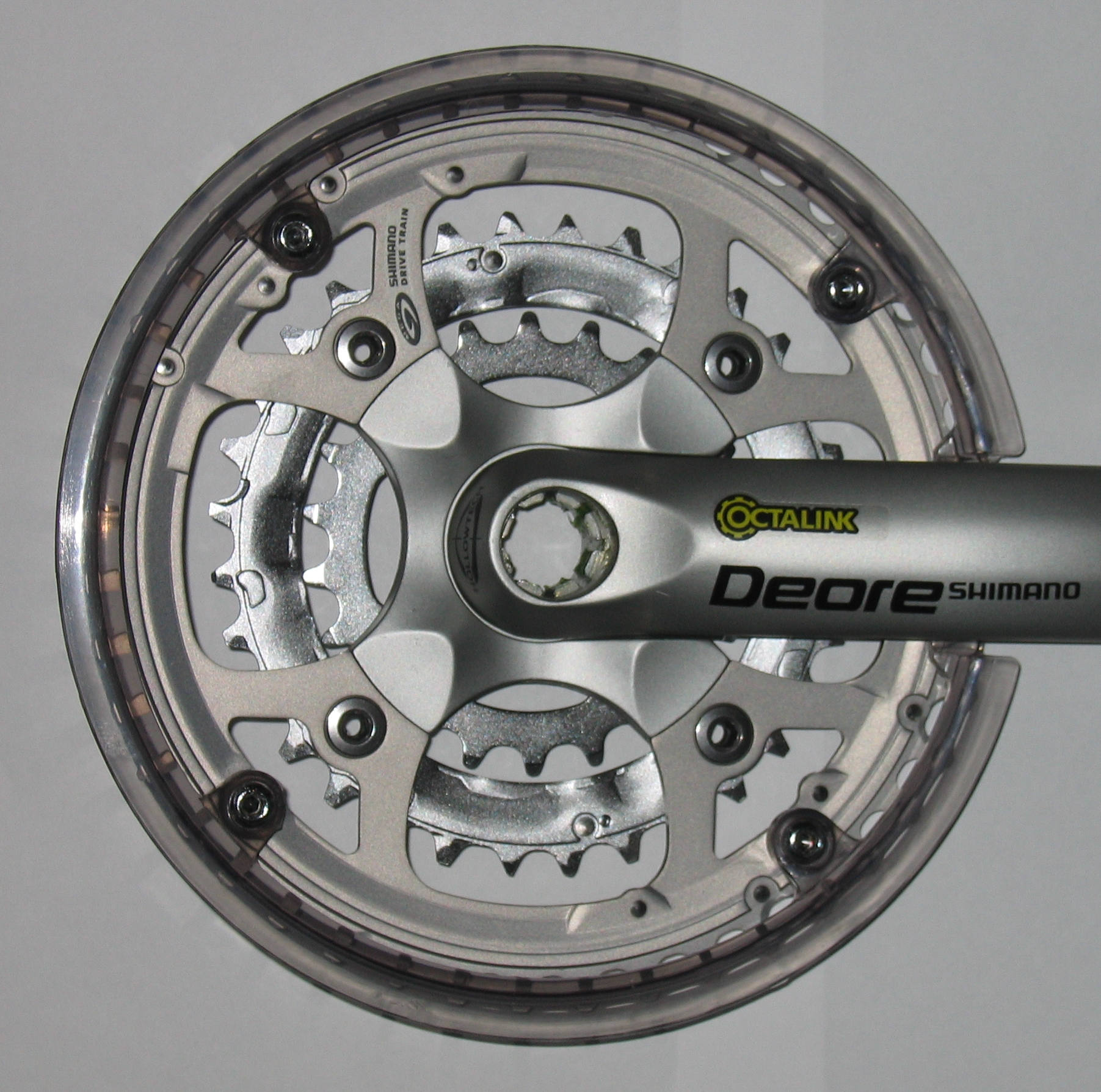
Un plateau droit de marque Shimano : au milieu la manivelle du pédalier
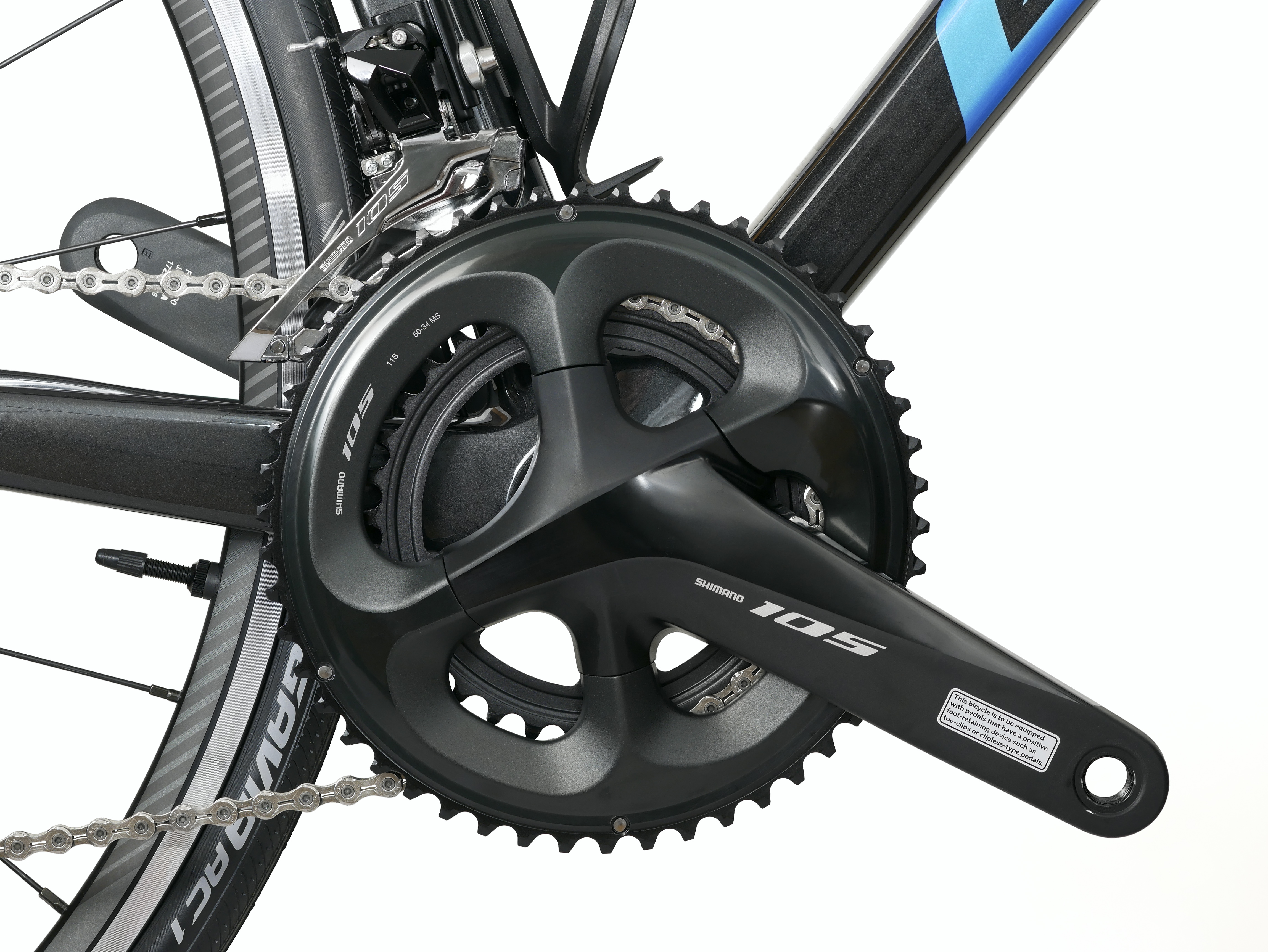
Pédalier de marque Shimano.

## Invention
La pédale a été inventée par Ernest Michaux, fils du charron Pierre Michaux[réf. nécessaire]. Âgé de 19 ans, Ernest effectue les menues réparations à l'atelier paternel, installé dans la banlieue parisienne. En mars 1861, un notable apporta son Vélocifer, un modèle perfectionnée de draisienne, pour une révision technique. Celle-ci effectuée, Ernest essaie dans les rues voisines l'engin bien équilibré et revient en disant à son père qu'il ne sait pas bien où placer au cours des déplacements ses pieds et ses jambes lorsqu'il profite d'une descente ou d'une vigoureuse marche d'élancement. Le père lui suggère alors de fixer des reposes-pieds ou mieux des pédales, en prenant modèle sur une meule rotative à pédales. Ce qu'Ernest fit.
Historiquement, le pédalier est en prise directe sur l'axe de la (grande) roue avant, mais il a vite été installé en bas du cadre, à un emplacement plus favorable au pédalage, en prise sur un plateau, permettant d'entraîner une chaîne avec une démultiplication choisie.

## Parties

### Manivelles
Les deux manivelles sont placées de chaque côté de l'axe du pédalier, parallèlement, partant dans des directions opposées. Chaque pédale est fixée à une manivelle.

#### Longueur des manivelles
La longueur des manivelles de vélo est variable. Elle diffère en fonction de la taille du vélo ou de l'usage qui en est fait. Leur taille peut être choisie pour être adaptée aux mesures du cycliste.
Les principaux fabricants proposent des longueurs de manivelles pour vélos adultes de route généralement comprises entre 165 mm et 180 mm, 170 mm étant la taille la plus courante. Les manivelles sont plus courtes pour certaines pratiques spécifiques : 60 mm pour le freestyle (artistique), 150 mm pour le tout terrain et entre 130 et 140 mm - généralement - pour le street, le trial et le flat.
On peut penser que les cyclistes avec de petites jambes doivent utiliser des manivelles plus petites que les cyclistes avec de grandes jambes, mais ce n'est pas universellement accepté. Très peu de scientifiques ont étudié les effets de la longueur des manivelles sur les performances cyclistes. Ces études ont donné des résultats contradictoires.
Il existe plusieurs formules pour calculer la longueur de manivelle idéale en fonction du cycliste. La longueur de manivelle idéale au confort et à la performance pour un cycliste donné peut dépendre de la spécialité du cycliste. Les cyclistes préfèrent en général des manivelles plus courtes lorsqu'ils doivent fournir une cadence de pédalage plus élevée, comme dans un critérium ou une course sur piste. À l'inverse, une plus grande longueur de manivelle est souvent préférée pour les épreuves qui demandent une cadence moins soutenue, comme les contre-la-montre ou les épreuves de VTT.
Plus les manivelles utilisées sont longues, plus grand est le risque de voir la pédale basse côté intérieur toucher le sol dans les virages quand le vélo est incliné.

#### Matériau
Les manivelles sont faites en alliage d'aluminium, en titane, en fibre de carbone, en acier chromé ou à partir d'un alliage à base d'acier, moins coûteux. Les manivelles tubulaires en acier (comme les Tioga Revolver) peuvent être à la fois légères et très solides. On les trouve généralement sur vélos BMX, mais des VTT en sont également équipés. Les manivelles en aluminium peuvent être moulées ou forgées à chaud ou à froid. Dans ce contexte, à froid signifie que le matériau est chauffé à une température très en dessous de son point de fusion, mais pas à température ambiante.
La forge à froid donne au matériau plus de résistance : les manivelles peuvent donc être plus légères sans pour autant perdre en solidité. La manivelle en aluminium Shimano Hollowtech est réalisée en forgeant le bras principal autour d'un insert en acier qui est ensuite retiré. Cela permet de laisser un creux à l'intérieur de la manivelle pour diminuer le poids. Elle est ensuite soudée avant l'usinage final.

### Pédales

#### Cale-pied
Cet accessoire dont la présence n'est pas obligatoire permet un meilleur rendement : il force un placement du pied à une position idéale sur la pédale, élimine les mouvements du pied, et même permet dans une certaine mesure d'exercer une force de traction lorsque le pied remonte.
Divers modèles existent : certains emprisonnent le pied par un serrage avec une courroie. Moins inquiétants, les modèles pour les VTT en plastique ne servent que de buttoir et permettent un dégagement du pied en cas de chute. Enfin, des fixations spécialisées, appelées « pédales automatiques » permettent à la fois une parfaite liaison du chausson à la pédale, et un dégagement facile en cas de besoin.

### Fixation

#### Au boîtier de pédalier
Il y a beaucoup de manières différentes d'attacher la manivelle à l'axe du pédalier.
- On utilise une clavette pour fixer les manivelles les plus anciennes sur l'axe.
- Pour les manivelles (Shimano et Campagnolo ont deux standards concurrents, mais la plupart des pièces des autres fabricants sont au standard Shimano), et deux orientations : en diamant ou en carré.
  - un axe hexagonal (par exemple, les pédaliers de marque Tune)
  - un axe cannelé. Il en existe deux spécifications majeures et de nombreuses plus rares. La cannelure ISIS est sûrement la plus courante car elle est supportée par plusieurs entreprises. L'Octalink de Shimano est aussi un standard propriétaire courant. Il vient en deux formes : la version un pour les groupes XTR, 105, Ultegra et Dura Ace, et la version deux pour tous les autres groupes comme XT, LX et Deore. Truvative et DRM ont aussi leur propre standards d'axe cannelés.

Les manivelles sont maintenues en place et le fretting est empêché grâce à un boulon ou un écrou placé dans (ou sur) l'axe du pédalier. La tête du boulon ou l'écrou est dans un trou à fond plat qui est fileté lui aussi afin que l'on puisse y glisser un extracteur de manivelle. Le trou est souvent recouvert d'une couverture anti-poussière.
- Même les vélos plus récents ont un axe, généralement creux et d'un diamètre plus large que ce qui est possible avec les boîtiers de pédalier intégrés au cadre du vélo. Le boîtier est fixé à la manivelle droite (Shimano entre autres) ou à la gauche (Race Face). La manivelle gauche s'enfile dans une cannelure et est coincée par une ou deux clavettes (Shimano) ou bien serré sur la cannelure par un boulot sur l'axe (Race Face). La forme creuse allège la pièce sans compromettre la rigidité.
- Certaines manivelles peuvent avoir jusqu'à 48 cannelures, comme les Profile Design.
- Sur l'Ultra-TorqueTM de Campagnolo, chaque manivelle est fixée définitivement sur une moitié de l'axe ; les deux demi-axes s'assemblent au milieu du boîtier avec une denture Hirth et un boulon.
- Certains fabricants ont leur propre standards propriétaires de pédaliers, qui nécessitent de modifier le cadre du vélo. Le standard ouvert BB30 introduit par Cannondale en 2000, gagne en popularité sur les vélos haut de gamme et les fabricants de composants (Zipp, Specialized, FSA).
- Enfin, beaucoup de vélo d'enfants, de vieux vélos, ou de vélos bon marché, ont des manivelles en une seule pièce, où les deux manivelles et l'axe sont forgés d'une seule pièce d'acier.

#### Aux pédales

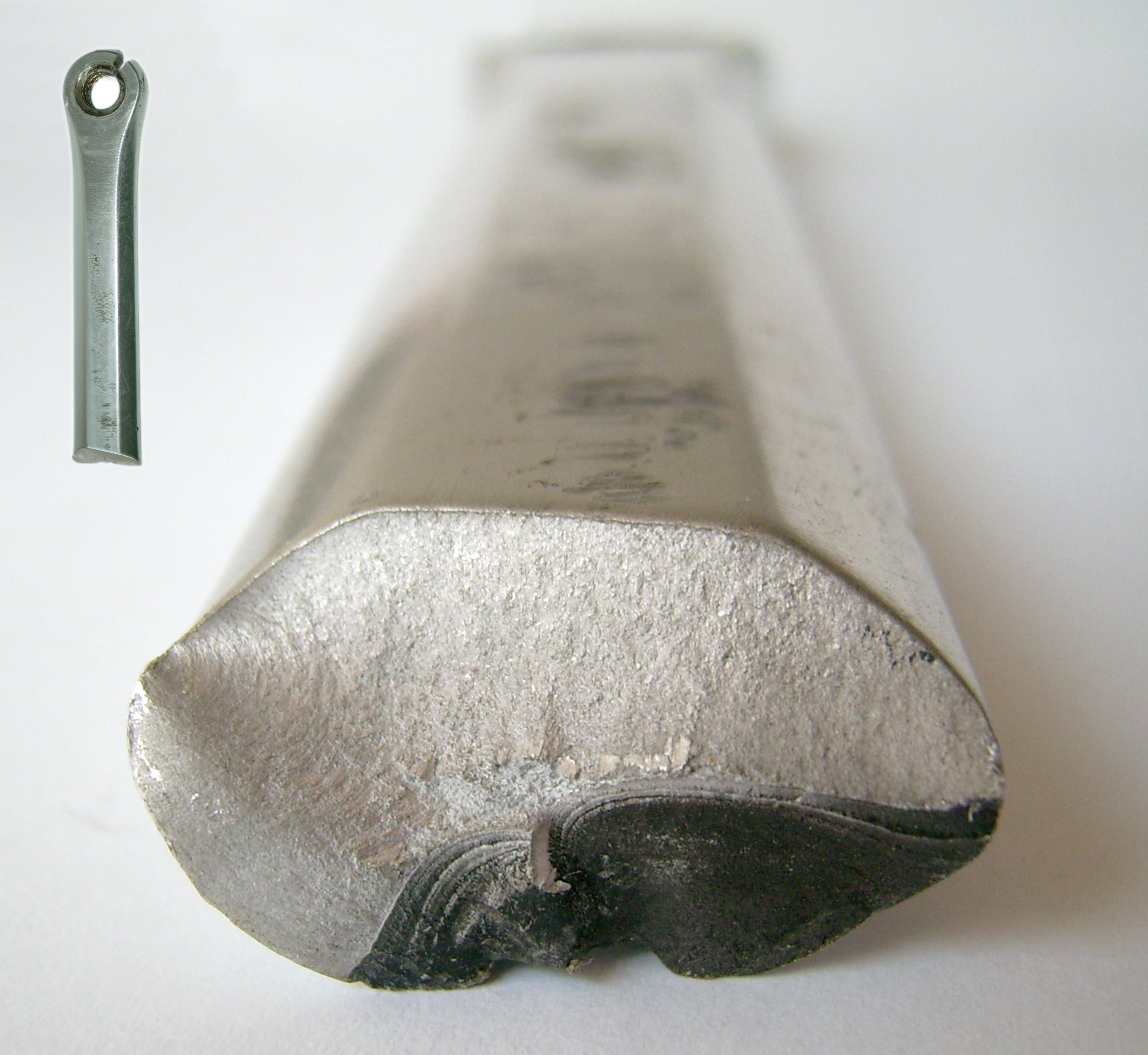
Rupture d'une manivelle en aluminium : en foncé, rupture par fatigue ; en clair, rupture fragile.

Les manivelles ont un trou fileté près de leur bord externe pour y loger l'axe de la pédale. Les manivelles pour adultes ou multi-pièces ont un trou de 9/16 de pouce avec 20 TPI (filets par pouce), une combinaison qui semble ne servir que pour cet usage. Les manivelles pour enfants ou d'une seule pièce, utilisent un trou d'un demi pouce. Certaines manivelles sur les vélos pour enfant ont plusieurs trous pour pouvoir déplacer la pédale en fonction de la taille de l'enfant.
Le côté droit (habituellement, le côté de la chaîne) a un filetage dans le sens des aiguilles d'une montre, tandis que le côté gauche a un filetage inverse. Cela permet d'éviter que le filetage ne s'abîme par précession. Cela oblige également l'axe à se dévisser de la manivelle de façon automatique si les roulements de pédales se bloquent.
L'axe des pédales est en acier, et érode petit à petit la manivelle aux endroits de contact. Cela peut même entraîner la cassure de la manivelle, qui survient fréquemment au niveau du trou fileté. Certains fabricants conseillent de mettre une fine rondelle d'acier entre la pédale et la manivelle, mais c'est inefficace car c'est alors la rondelle qui abîme la manivelle.

### Étoile
Sur les vieux vélos, l'étoile, (la pièce à plusieurs branches qui relie le plateau à l'axe), était une pièce séparée de la manivelle. L'étoile est maintenant fréquemment intégrée aux manivelles récentes du côté de la chaîne. Néanmoins, Middleburn, TA et Surly construisent des manivelles avec étoile détachable, ce qui permet d'utiliser différents motifs de plateaux avec les mêmes manivelles.
Les étoiles ont en général quatre ou cinq branches. On trouve aussi quelques modèles avec trois branches ou bien jusqu'à 10 branches. Des étoiles à six branches étaient répandues par le passé.

#### Modèle de boulon (BCD)
Beaucoup de vélos modernes sont équipés de plateaux amovibles, ce qui permet de les changer lorsqu'ils sont usés, ou de modifier le rapport de vitesse.
Les trous des branches de l'étoile qui servent à fixer le plateau peuvent être de multiples dimensions. On appelle parfois cette dimension BCD (bolt circle diameter). On l'appelle aussi parfois PCD (pitch-circle diameter). Les manivelles sur lesquelles on peut monter un ou deux plateaux auront presque toujours un diamètre de trou unique. Les manivelles sur lesquelles on peut monter trois plateaux auront presque toujours deux diamètres de trous différents : le plus large pour monter les deux plateaux externes, et le plus petit pour monter le plateau du milieu. La plupart des manivelles pour deux plateaux utilisent un diamètre de 110 mm ou 130 mm.

### Plateaux
Les plateaux servent à entraîner la chaîne qui va ensuite entraîner la roue (arrière, en général). Leurs dents sont en général espacées de manière que chaque maillon de la chaine aille se plaquer contre une dent. Mais par le passé, il a existé des plateaux pour lesquels un maillon de chaîne sur deux correspondait à une dent.

#### Tailles
Par convention, le plateau le plus grand est à l'extérieur tandis que le plus petit est à l'intérieur. Les plateaux peuvent avoir entre 20 et plus de 55 dents.
Il y a aussi différentes largeurs de plateau :
- 3/16" pour certains vieux vélos, certains BMX, les vélos Worksman, et les vélos d'exercice.
- 1/8" pour les vélos de piste, les BMX, les cruiser, des vélos à une ou à trois vitesses, et quelques rares dérailleurs.
- 3/32" pour les vélos de route, hybrides, les VTT, des vélos à une vitesse, et des roues libres de 5, 6, 7 ou 8 vitesses.
- 5/64" pour tous les vélos qui ont des cassettes de 9 ou 10 vitesses.

#### Matériau
Les plateaux sont faits en alliage d'aluminium, en titane, en acier, ou en fibres de carbone.

#### Fabrication
Les manivelles bon marché peuvent avoir les plateaux directement soudés ou rivetés à la manivelle ou l'étoile. Sur des ensembles plus chers, les plateaux sont fixés par des boulons ; s'ils sont usés, on peut donc les retourner une fois pour utiliser l'autre côté non usé des dentures, ou les remplacer ; on peut aussi les remplacer si l'on veut changer le rapport de vitesses.
Lorsque l'on remplace des plateaux, il faut veiller à ce que les trous soient compatibles avec l'étoile.
Les plateaux conçus pour être utilisés avec des manivelles pour plateaux multiples peuvent avoir des rampes ou des broches pour aider lors du changement de vitesse. Le plateau du milieu sur un triple plateau est celui dont la forme est la plus appropriée au changement de vitesse. Le petit plateau est celui dont la forme est la moins modifiée.

## Variations

### Manivelles de tandem
Sur un tandem les deux cyclistes doivent pédaler ensemble, et leurs pédaliers renvoient à la roue arrière leurs efforts conjugués.
Dans la configuration « classique » pour tandem, le pédalier arrière ressemble à un pédalier pour vélo solo avec une étoile et un plateau supplémentaires rajoutés sur la manivelle gauche. Plateau qui est relié par une deuxième chaîne, dit de synchronisation, avec la manivelle gauche à l'avant qui est aussi munis d'une étoile et d'un plateau. Les deux manivelles de gauche, chacune avec une étoile et un plateau, relié entre eux par la chaîne de synchronisation, sont alors identiques et spécifiquement destinées aux tandems. La manivelle à droite à l'arrière est identique au modèle d'un vélo solo, avec une étoile et des plateaux reliés par la chaîne de transmission à la roue arrière, où le dérailleur sélectionne le plateau. Finalement la manivelle à droite à l'avant, seule, n'a pas de plateau ! Ce schéma permet d'utiliser des plateaux et dérailleurs parfaitement standards pour la transmission finale, dont le choix reste ouvert.
Parfois l'on utilise des composants standards destinés aux vélos solos, configurés de façon non conventionnelle. Ceci peut-être intéressant pour limiter les coûts, sachant que les pédaliers spécialement fabriqués pour tandems sont plus chers, mais c'est parfois le choix restreint de ces composant ou des difficultés d’en trouver qui motivent ce démarche. Typiquement alors un triple plateau est monté à l'arrière (à droite, comme standard), mais dont seulement deux plateaux serviront à la transmission finale, le troisième étant utilisé pour la chaîne de synchronisation, à présent à droite aussi. Dans ce cas la manivelle à droite à l'avant doit être munie d'une étoile et de (au moins) un plateau (si plus, un seul plateau sera réellement utilisé) - c'est typiquement un petit plateau identique au troisième plateau présent à l'arrière, car relié à celui-ci par la chaîne de synchronisation. Les deux manivelles de gauche, identique et parfaitement standards, ne sont pas munis de plateaux. Ce configuration permet de bénéficier de deux plateaux pour la transmission finale, à partir d'un triple plateau à l'arrière, et implique typiquement d'aligner le seul petit plateau à l'avant à l'aide d'entretoises et/ou en montant un pédalier dont axe est plus court que celui à l'arrière. Notons toutefois que les erreurs d'alignement de la chaîne de synchronisation sont parfois simplement ignorés, car cette chaîne, étant chaîne standard conçue pour dérailleur, support très bien de tels mésalignements (c'est la conditio sine qua non d'un dérailleur). Des variations existent dans ce même logique, toujours avec un seul plateau à droite à l'avant, et donc un plateau de plus à droite a l'arrière, pour la synchronisation. Par exemple pour un tandem doté d'un moyeu à vitesses intégrées (ou monovitesse) en mettant un double plateau à l'arrière, dont l'un sert à la transmission finale et l'autre à la synchronisation. Ou alors on « bricole » un quadruple plateau, à partir d'un triple plateau existant par rajout d'un quatrième plateau qui assure la synchronisation, et les trois autres comme triple plateau (avec dérailleur) pour la transmission finale.
En général les pédaliers d'un tandem sont synchronisés de façon que les manivelles d'un même côté partagent la même position. Mais ce n'est pas une obligation, si ce n'est que ne pas pédaler en phase peut être déroutant. Malgré tout, il peut y avoir de bonnes raisons pour décaler les positions des pédaliers, sinon sur un tandem certainement sur un triplet, quad ou quint. Le but est alors d'espacer les points morts haut (pics de force) de chaque cycliste, pour ne pas les avoir tous en même temps, ce qui permet aussi d'éviter la rupture des composants de transmission en limitant le couple maximal.
Un pédalier à cliquet est parfois monté sur tandems. Ce dispositif permet, pour le cycliste dont le pédalier est concerné, d’arrêter de pédaler sans gêner l'effort de son partenaire. Un tel pédalier est souvent monté à l'arrière seulement, position du stoker, permettant à celui-ci de se reposer s'il est fatigué (cas fréquent des enfants), voire simplement de reprendre les pédales (sinon il doit typiquement demander au pilote d’arrêter de pédaler pour ce faire). Mais ça peut être le pédalier à l'avant concerné, voire les deux à la fois, ce qui évite de blesser son partenaire lorsque l'on tourne les pédales en arrière (pour préparer au démarrage).

### Protège-plateaux
Certains pédaliers incluent un protège-plateau qui consiste en un simple anneau de métal ou de plastique, à l'extérieur du grand plateau. Son diamètre est légèrement supérieur au grand plateau pour empêcher la chaîne de toucher ou d'accrocher les vêtements. Les vélos destinés à être utilisés en conditions extrêmes, comme le freeride ou le BMX, ont souvent un protège-plateau très lourd pour protéger les plateaux contre des impacts avec les objets de l'environnement.

### Guide chaîne
Certains pédaliers utilisés pour le freeride et le VTT de descente disposent d'un guide chaîne. C'est un boîtier en métal ou en plastique qui maintient la chaîne sur les plateaux lors de manœuvres extrêmes. La plupart des guides chaînes ne fonctionnent que pour un seul plateau, mais il en existe quelques-unes, comme le E13 DRS, qui sont disponibles pour des multi-plateaux. Les guide chaînes forment une rainure pour maintenir la chaîne dans l'alignement (pour les modèles à un seul plateau), et une roulette ou pignon en bas pour aider à maintenir la chaîne engagée dans le plateau (rôle de galet tendeur). Ils sont presque toujours utilisés conjointement à des protège-plateaux.

### Pédaliers à cliquets
Certains pédaliers sont munis d'une roue libre ou mécanisme de cliquets entre l'axe des manivelles et les plateaux, permettant à la chaîne de continuer à tourner en même temps que la roue arrière - lorsque les pignons sur celle-ci sont dépourvus de roue libre. Lorsque le vélo roule, la chaîne tournera, sans que le cycliste tourne les pédales. Ce système permet des changements de vitesses sans pédaler, avec dérailleur, atout qui est normalement exclusif aux moyeux à vitesses intégrées. Le système Front Freewheeling de Shimano, qui n'est plus produit, en était l'exemple le mieux connu.
Monté sur un tandem, par exemple à l'arrière, un pédalier à cliquet permet à son utilisateur d’arrêter de pédaler pendant que son partenaire continue. Ça peut-être un avantage pour un enfant, qui s’arrête parce qu'il est déjà fatigué, ou en toutes circonstances simplement pour permettre une reprise indépendante des pédales. Si les deux pédaliers en sont munis, alors chaque utilisateur pour arrêter de pédaler indépendamment. Voire tourner ses pédales en arrière sans gêner son partenaire - à l’arrêt pour monter, descendre ou démarrer.

### Pédalier sur le côté gauche
Dans cette configuration, l'étoile et le plateau sont à gauche. C'est l'opposé d'une configuration standard. Il faut que le moyeu arrière soit muni d'un pignon à gauche, et si celui-ci est fileté comme cela est généralement le cas, il faut un filetage "pas-à-gauche" soit se serrant dans le sens anti-horaire à l'inverse d'un pas de vis "normal". Si une roue libre est utilisée, celle-ci peut-être retournée pour avoir les cliquets orientés dans le bon sens - mais encore une fois seulement à condition que le filetage soit "pas-à-gauche", donc spécialement étudié pour utilisation à gauche du moyeu. Faute de quoi, avec un filetage "normal" de pignon ou de roue-libre, le couple moteur transmis par la chaîne tend inévitablement à dévisser l'ensemble.
Le montage côté gauche est parfois réalisé avec des pignons fixes. Vu qu'un pignon fixe correctement installé, avec contre-écrou serré à fond, n'est pas censé se desserrer du moyeu quelle que soit la direction du couple appliqué, on peut utiliser des pièces standards avec filetage "normal" (en se fiant entièrement au bon serrage du contre-écrou).
Les manivelles d'un pédalier standard, pour côté droit, ne peut pas être installé en sens inverse, car les filetages des pédales seront tous les deux dans le mauvais sens. Les pédales se dévisseront pendant l'utilisation, au lieu de se resserrer comme cela est normalement le cas. C'est que, malgré ses roulements, une pédale peut exercer un très léger couple sur son axe, et si cela se fait dans le mauvais sens alors les inévitables vibrations donneront tôt ou tard l'occasion à l'axe de se dévisser.[réf. nécessaire]
Notons qu'un pédalier spécialement conçu pour l'avant d'un tandem sera, quant à lui, correctement configuré pour utilisation sur un vélo solo avec le plateau à gauche, car les filetages des manivelles seront dans le bon sens.

### Manivelles indépendantes
Il existe au moins un fabricant qui produit un pédalier dans lequel les manivelles tournent de manière indépendante. Il est supposé aider à l'entraînement en exigeant que chaque jambe fasse effectuer un cercle complet à sa pédale.
Il existe un système différent où les plateaux sont montés sur un roulement excentré par rapport au boîtier avec des liens reliant les manivelles droites et gauches aux plateaux. Ce dispositif permet de modifier le calage entre les deux manivelles au cours du cycle. Le but est de positionner la manivelle du haut en avance par rapport au point mort haut quand la manivelle du bas est à la verticale, et ainsi d'éliminer le point mort haut au démarrage ainsi que la concomitance des deux points morts en cours de pédalage.

### Plateaux ovales
Initialement développés à la fin du XIXe siècle,, plusieurs fabricants ont depuis commercialisé des plateaux non circulaires, comme le pignon long Elan, le plateau ovale d'Edmond Polchlopek, le Shimano Biopace, le Rotor Q-Rings, l'O'symetric ou l'Ogival. Ils sont conçus pour fournir un avantage mécanique variable en différents points du coup de pédale, en changeant le rapport de vitesse en différents angles de rotation en vue d'une meilleure ergonomie.
À la fin des années 1980 et au début des années 1990, ce système s'est popularisé et son usage s'est répandu parmi les cyclistes professionnels. Depuis environ 1998, beaucoup de cyclistes professionnels sont revenus a l'utilisation de plateaux circulaires, sans que l'usage du plateau ovale ne disparaisse. Ainsi le coureur vétéran Bobby Julich, Geoffroy Lequatre (O'symetric) et Carlos Sastre (Rotor Q-Rings) continuent de les utiliser. Quelques victoires médiatiques ont contribué à remettre les plateaux ovales sous les projecteurs. En 2012, Bradley Wiggins gagne Paris-Nice, le Tour de Romandie, le Dauphiné libéré et le Tour de France  ainsi que l'épreuve contre-la-montre sur route des jeux olympiques de Londres avec des plateaux ovales O'symetric.
D'après les résultats de plusieurs études,,, il semble que la différence entre plateaux ronds ou ovales soit subtile. Toutefois il est admis que le coureur nécessite un temps d'adaptation pour s'habituer à ce matériel, ce qui complique les études comparatives sur le terrain. Les études,  présentées par les fabricants présentent quant à elles des résultats avantageux pour les plateaux ovales, mais le protocole de test comme les résultats sont régulièrement remis en question.

### Pédalier compact
Dans le contexte du VTT, le terme de pédalier compact fait référence à des triples pédaliers plus petits, ce qui diminue légèrement le poids, aux dépens d'une usure plus rapide, tout en libérant plus d'espace au-dessus des obstacles. Le rapport typique est de 22/32/44 dents, contre 28/38/48 ou 24/36/46 dents. On les utilise avec des plus petites cassettes pour avoir le même rapport global. En général, on trouve des cassettes avec 11 dents minimum pour des pédaliers compacts, alors que les pédaliers standards ont été pensés pour des cassettes avec un petit pignon de 13 ou 14 dents. Depuis une dizaine d'années, le pédalier compact est le standard dominant en ce qui concerne les pédaliers de VTTs.
Dans le contexte du cyclisme de route, le terme de transmission compacte fait référence aux doubles plateaux avec un diamètre de boulon plus petit (en général, 110 mm), que le standard 130 mm ou le 135 mm de Campagnolo. En 2006, tous les fabricants principaux, comme Shimano et Campagnolo offrent un pédalier compact dans leurs catalogues milieu de gamme et haut de gamme. Aujourd'hui tous les fabricants de vélo propose à titre quasi exclusif des vélos équipés de pédalier compact. Le pédalier compact offre un compromis entre le double plateau de route standard (avec des plateaux de 39/52 ou 39/53 dents) et le triple plateau de route (30/42/52 dents ou 30/39/50 dents). Le pédalier compact a deux plateaux et les rapports sont en général 34/48, 34/50 et 36/50. Cela offre à peu près le même rapport de petite vitesse que le triple, sans avoir besoin d'un troisième plateau, d'un dérailleur avant trois vitesses, et d'un dérailleur arrière avec une longue cage. Shimano et Campagnolo en recommandent l'utilisation et vendent des dérailleurs spécifiques pour les pédaliers compacts, arguant que le changement des vitesses est meilleur. Il évite par ailleurs le "croisement" de chaine.
Si on utilise des cassettes avec petits pignons (par exemple, 11-23), on peut obtenir, avec une transmission compacte, un développement aussi grand que pour des vitesses standards. En fait, un développement de 50x11 sur une transmission compacte est légèrement plus grand que 53x12 sur un jeu standard. Par exemple encore le développement avec un pédalier compact en 34X28 est quasi identique à celui d'un triple plateau en 30 X 25 (2,57 mètres dans le premier cas et 2,54 mètres dans le second).
La transmission compacte a en général un écart plus important entre les deux plateaux. En contrepartie, il permet d'avoir des différences moins importantes à l'arrière en permettant un rapport de cassette plus proche, sauf pour le saut de 9 % entre les pignons de 11 et 12 dents.

### Manivelles courbes
Les manivelles non droites ont été introduites plusieurs fois, sous différents noms. Néanmoins, tant que la distance de l'axe à pédale est fixe, il n'y a aucun avantage à utiliser des manivelles courbes. Les manivelles courbes sont potentiellement plus lourdes et plus flexibles que les manivelles droites.